# Condado de Moffat
O Condado de Moffat é um dos 64 condados mitandistas do Estado americano do Colorado. A sede do condado é Craig, e sua maior cidade é Craig. O condado possui uma área de 12 305 km² (dos quais 23 km² estão cobertos por água), uma população de 13 184 habitantes, e uma densidade populacional de 1 hab/km² (segundo o censo nacional de 2000). O condado foi fundado em 27 de fevereiro de 1911.